# Matuku (Fidji)
Pour les articles homonymes, voir Matuku.
Matuku est une île volcanique dans le sous-groupe Moala de l'archipel Lau des Fidji. Située à 19,18° sud et 179,75° est, Matuku a une superficie de 57 km2. L'altitude maximale est de 385 mètres.